# Lijst van beelden in Heerenveen
Dit is een (onvolledige) chronologische lijst van beelden in Heerenveen. Onder een beeld wordt hier verstaan elk driedimensionaal kunstwerk in de openbare ruimte van de Nederlandse gemeente Heerenveen, waarbij beeld wordt gebruikt als verzamelbegrip voor sculpturen, standbeelden, installaties, gedenktekens en overige beeldhouwwerken.
Jarenlang had Us Famke een beeldbepalende plaats bij de Lindegracht in Heerenveen. Het moest in 2007 verhuizen omdat op de locatie van het beeld een nieuwe werd geplaatst ter herinnering aan de in Heerenveen geboren Wim Duisenberg. Dit leidde tot enige consternatie onder de bevolking. De beeldhouwster van Us Famke ging echter akkoord met de nieuwe plek, waarvan de intieme sfeer volgens haar goed bij het beeld past.
Voor een volledig overzicht van de beschikbare afbeeldingen zie: Beelden in Heerenveen op Wikimedia Commons.
| Geplaatst | Omschrijving                                                                 | Kunstenaar                     | Straat                                                            | Plaats                     | Materiaal                                                                              | Afbeelding                     |
| --------- | ---------------------------------------------------------------------------- | ------------------------------ | ----------------------------------------------------------------- | -------------------------- | -------------------------------------------------------------------------------------- | ------------------------------ |
| 1906      | Twee vrouwenfiguren                                                          | Johan Schröder                 | Mausoleum van Cooper                                              | Akkrum                     | zandsteen                                                                              |                                |
| 1906      | Frank Cooper en Netty de Graaff                                              | Johan Schröder                 | Mausoleum van Cooper                                              | Akkrum                     | zandsteen                                                                              |                                |
| 1906      | Vier putti                                                                   | Johan Schröder                 | Mausoleum van Cooper                                              | Akkrum                     | zandsteen                                                                              |                                |
| 1910      | Monument voor Clément van Maasdijk                                           | Pier Pander                    | Thialfweg, hoek Zonnebloemstraat                                  | Heerenveen, bij ziekenhuis | hardsteen                                                                              | Pier Pander,1910               |
| 1949      | Oorlogsmonument                                                              | Marinus Vreugde                | Maasdijkstraat, van                                               | Heerenveen                 | natuursteen                                                                            |                                |
| 1952      | Plaquette ter herinnering aan elektrificatie van spoorlijn Zwolle-Leeuwarden | Koninklijke Begeer             | Station Heerenveen                                                | Heerenveen                 | brons                                                                                  |                                |
| 1956      | Boom der kennis                                                              | Anno Smith                     | Ds. Wumkeslaan 4, OBS De Kempenaer                                | Heerenveen                 | keramiek                                                                               | Anno Smith,1956                |
| 1956      | Gymnasten                                                                    | Anno Smith                     | Ds. Wumkeslaan 4, OBS De Kempenaer                                | Heerenveen                 | keramiek                                                                               | Anno Smith,1956                |
| 1958      | De schrijver                                                                 | Cephas Stauthamer              | Van Kleffenslaan 5, Woningcorporatie Arqin                        | Heerenveen                 | keramiek                                                                               | C.Stauthamer,1958              |
| 1960      | Spelend jongetje                                                             | Chris Fokma                    | Schoterlandseweg 103                                              | Nieuwehorne                | brons                                                                                  | Chris Fokma,1960               |
| 1966      | Le Roy tuin                                                                  | Louis le Roy                   | President Kennedylaan                                             | Heerenveen                 | baksteen, beton e.d.                                                                   | Le Roy tuin                    |
| 1970      | Bevrijdingsplaquette                                                         | A.J. de Vries                  | Crackstraat 2                                                     | Heerenveen                 | brons                                                                                  |                                |
| 1970      | Untwrakseling                                                                | Ids Willemsma                  | Om e Toer 6                                                       | Akkrum                     | staal                                                                                  | Ids Willemsma,1970             |
| 1970      | Wrakhout                                                                     | Jaap van der Meij              | OSG Sevenwolden, Fedde Schurerplein 1                             | Heerenveen                 | aluminiumbeton                                                                         | Zonder titel (Jaap v.d.Meij)   |
| 1974      | Fedde Schurer                                                                | Guus Hellegers                 | Plantsoen Kerkstraat                                              | Heerenveen                 | brons                                                                                  |                                |
| 1974      | Kobolt                                                                       | Chris Fokma                    | Middelzeepad                                                      | Heerenveen                 | chamotte klei                                                                          | Chris Fokma,1974               |
| 1974      | Kobolt                                                                       | Chris Fokma                    | Middelzeepad                                                      | Heerenveen                 | chamotte klei                                                                          | Chris Fokma,1974               |
| 1974      | De Ljepper                                                                   | David van Kampen               | OBS De Ljepper, Tureluurstraat 20                                 | Heerenveen                 | brons                                                                                  | David van Kampen,1974          |
| 1974      | Jongetje turend in het water                                                 | Maria van Everdingen           | Middelzeepad                                                      | Heerenveen                 | brons                                                                                  | Maria van Everdingen,1974      |
| 1974      | Us famke                                                                     | Eja Siepman van den Berg       | naast Posthuis Theater                                            | Heerenveen                 | brons                                                                                  |                                |
| 1974      | Vrouwfiguur                                                                  | Eja Siepman van den Berg       | Plantsoen Vlielandlaan                                            | Heerenveen                 | brons                                                                                  | Eja Siepman-van den Berg, 1974 |
| 1975      | De Blêdeklauwers                                                             | Suze Boschma-Berkhout          | OBS Tjongerschool, Schoterlandseweg 95                            | Mildam                     | brons                                                                                  | De Blêdeklauwers               |
| 1976      | Zonder titel                                                                 | Johannes Dohmen (Caveto)       | Van Kleffenslaan (het beeld is in 2016 verdwenen)                 | Heerenveen                 | Roestvast staal                                                                        | J. Dohmen (Caveto), 1976       |
| 1977      | Sjouke Gabes                                                                 | Suze Boschma-Berkhout          | Crackstate                                                        | Heerenveen                 | brons                                                                                  | Suze Boschma-Berkhout,1977     |
| 1979      | Bok op de haverkist                                                          | Simon den Hartogh              | OBS Bontebok,1e Compagnonsweg 13,                                 | Bontebok                   | polyester en hout                                                                      | Simon den Hartogh,1979         |
| 1979      | Blêddeklauwers                                                               | Auke Wassenaar                 | OBS Albertine Agnesschool, Pr. Bernhardweg 33                     | Oranjewoud                 | hout                                                                                   | Blêddeklauwers,Oranjewoud      |
| 1980      | Zonder titel                                                                 | Cobi Doevendans                | Zonnebloemstraat, OBS Van Maasdijkschool                          | Heerenveen                 | beton                                                                                  | Cobi Doeverndans,1980          |
| 1981      | De Raaptepper                                                                | Simon den Hartogh              | Plantsoen Kerkelaan/W. A. Nijenhuisweg                            | Katlijk                    | polyester                                                                              | De Raaptepper                  |
| 1982      | Ecokathedraal                                                                | Louis le Roy                   | Ytzelaan                                                          | Mildam                     | baksteen,beton e.d.                                                                    | Ecokathedraal                  |
| 1983      | Zonder titel                                                                 | Cobi Doevendans                | Posthuistheater, Fok                                              | Heerenveen                 | beton                                                                                  | Cobi Doeverndans, 1983         |
| 1984      | Ontplooiing en ontwikkeling van de leerling                                  | Frans Ram                      | Ds. Kingweg 1, Bornego College                                    | Heerenveen                 | marmer                                                                                 | Frans Ram, 1984                |
| 1985      | de Zaaier                                                                    | G.van Leeden                   | Beugel 68, Bornego College                                        | Heerenveen                 | brons                                                                                  | G.van Leeden,1985              |
| 1987      | Scheepje                                                                     | Marco Goldenbeld               | Hoofdstraat                                                       | Mildam                     | staal                                                                                  | Marco Goldenbeld,1987          |
| 1987      | Zonder titel                                                                 | Ids Willemsma                  | P.J. Troelstralaan                                                | Heerenveen                 | Staal                                                                                  | Ids Willemsma, 1987            |
| 1989      | Dynamiek van de distributie                                                  | Judith Braun                   | Koornbeursweg                                                     | Heerenveen                 | hardsteen en marmer                                                                    | Judith Braun,1989              |
| 1990      | Sprong van de ree                                                            | Anne Woudwijk                  | Koningin Julianaweg                                               | Oranjewoud                 | Belgisch hardsteen                                                                     | Sprong van de ree              |
| 1991      | Turfsnijder                                                                  | Ria Groenhof                   | Aengwirderweg 313                                                 | Tjalleberd                 | staal                                                                                  | Ria Groenhof,1991              |
| 1992      | De Muziekman of Paulus Jakje                                                 | Gosse Dam                      | Jelle van Damweg                                                  | Jubbega                    | brons                                                                                  | Gosse Dam,1992                 |
| 1992      | Karpu                                                                        | Karianne Krabbendam            | Sieversstraat                                                     | Heerenveen                 | steen                                                                                  |                                |
| 1992      | Landschap van Jan Mankes                                                     | Frans Ram                      | Begin Compagnonsvaart, Meyerweg                                   | De Knipe                   | hardsteen en marmer                                                                    | Landschap van Jan Mankes       |
| 1992      | Zonder titel                                                                 | Bernard Olsthoorn              | Militaire Apotheek, Haskeruitgang                                 | Heerenveen                 | beton                                                                                  | Bernard Olsthoorn,1992         |
| 1993      | Zes kubussen                                                                 | Heine Noordstra                | OSG Sevenwolden, Rotummerweg / Ds. Kingweg                        | Heerenveen                 | staal                                                                                  | Heine Noordstra,1993           |
| 1993      | De Tuorkemjitter                                                             | Zweitse van der Wal            | Doelhof 3                                                         | Oldeboorn                  | staal                                                                                  |                                |
| 1994      | Abe Lenstra                                                                  | Frans Ram                      | Huismanstraat                                                     | Heerenveen                 | brons                                                                                  |                                |
| 1996      | De Blêddeklauwers                                                            | Frits Klein                    | Voor hotel Tjaarda, Koningin Julianaweg 98                        | Oranjewoud                 | staal en glas                                                                          | De Blêdeklauwers (Oranjewoud)  |
| 1997      | Manke Meine en Kromme Knilles                                                | Jan de Wit                     | It Stalt                                                          | Akkrum                     | cortenstaal                                                                            | Jan de Wit, 1997               |
| 1997      | Wolvenmonument                                                               | Anne Woudwijk                  | In natuurgebied de Katlijker Schar                                | Katlijk                    | rood graniet                                                                           | Wolvenmonument                 |
| 2000      | De Wachters                                                                  | Ria Groenhof                   | Recreatiegebied De Heide                                          | Heerenveen                 | cortenstaal                                                                            | Ria Groenhof,2000              |
| 2000      | Mundus of Stenenmonument                                                     | Hanneke Roelofsen              | N.H.Kerkhof                                                       | Haskerdijken               | beton en keien                                                                         | Hanneke Roelofsen,2000         |
| 2001      | Yo Yo                                                                        | Ruud van Eggelen               | Waterbies                                                         | Heerenveen                 | r.v.s.                                                                                 | Ruud van Eggelen,2001          |
| 2001      | Blauwe ruimte                                                                | Marlène Staals                 | GGZ Friesland, Kastanjelaan/Beukenlaan                            | Heerenveen                 | Gegalvaniseerd metaal, Blauwe regen, 5 soorten blauw bloeiende Clematis, schelpengrind | Marlène Staals, 2001           |
| 2003      | Oorlogsmonument                                                              | onbekend                       |                                                                   | Katlijk                    | zwerfsteen met granieten plaat                                                         |                                |
| 2003      | zonder titel                                                                 | Ids Willemsma                  | De Ynfeart                                                        | Heerenveen                 | staal                                                                                  | Ids Willemsma                  |
| 2004      | Batavus                                                                      | Karin Colen                    | Stationsplein                                                     | Heerenveen                 | r.v.s.                                                                                 | Karin Colen,2004               |
| 2004      | Het wachtershuisje                                                           | Hilda Kanselaar                | Schoterlandseweg                                                  | Nieuwehorne                | baksteen                                                                               | Installatie (Nieuwehorne)      |
| 2005      | Van Baerdt van Sminiabank                                                    | Ids Willemsma                  | Om é Toer                                                         | Akkrum                     | r.v.s.                                                                                 | Ids Willemsma, 2005            |
| 2005      | Bankje van de geitefok                                                       | Anke de Vries                  | Pastoriesingel                                                    | Tjalleberd                 | r.v.s. en koper                                                                        | Bankje van de geitefok         |
| 2007      | Wim Duisenberg                                                               | Frans Ram                      | Lindegracht                                                       | Heerenveen                 | brons                                                                                  |                                |
| 2007      | Parktafereel                                                                 | Judith Braun                   | Paul Krugerkade                                                   | Heerenveen                 | staal                                                                                  |                                |
| 2007      | Parktafereel                                                                 | Judith Braun                   | Crackstraat/Paul Krugerkade                                       | Heerenveen                 | brons en staal                                                                         |                                |
| 2007      | Beelden langs de Tjonger                                                     | René de Boer                   | Bij brug over de Tjonger, Prikkedam                               | Hoornsterzwaag             | cortenstaal                                                                            | Kano (Heerenveen)              |
| 2008      | Verkeer remmend kunstwerk                                                    | Bertus Inia                    | hoek Aise Bruggenswei en Schoterlandseweg                         | Hoornsterzwaag             | roestvrij staal en kunststof                                                           |                                |
| 2010      | Midden                                                                       | Remon de Jong                  | Rotonde Nassaulaan/Rottummerweg/Burg. Falkenaweg                  | Heerenveen                 | staal                                                                                  | Remon de Jong,2010             |
| 2011      | It Flaeijelmantsje                                                           | Simon den Hartogh              | Hoek Schoterlandseweg / Pastorielaan. Voor de N.H.Kerk            | Nieuwehorne                | polyester                                                                              | Simon den Hartogh, 2011        |
| 2011      | Gertjan Verbeek                                                              | Natasja Bennink                | Bibliotheek, Multifunctioneel centrum De Kompenije, Ericalaan 24A | Jubbega                    | brons                                                                                  |                                |
| 2012      | Dodopaad                                                                     | Tineke Fischer en dorpsgenoten | Dodopaad                                                          | Haskerdijken               | divers                                                                                 |                                |
| 2015      | Pauw met kroon                                                               | Rokus Greebe                   | Marijkemuoiwei, buurtschap Brongergea                             | Brongerga                  | r.v.s. en glas                                                                         | Rokus Greebe,2015              |
| 2015      | Sanne                                                                        | Jeen Bosma                     | hoek Koningin Julianalaan / Prins Bernardweg                      | Oranjewoud                 | brons, cortenstaal                                                                     | Jeen Bosma,2015                |
| 2018      | Stier / Bolle                                                                | Rokus Greebe                   | Bieruma Oostingweg                                                | Oranjewoud                 | cortenstaal                                                                            | Rokus Greebe, 2018             |
| 2018      | Grensleeuw (replica)                                                         | Rokus Greebe                   | Heeresloot tegenover Posthuis Theater                             | Heerenveen                 |                                                                                        |                                |
| 2018      | Terbandsterschans                                                            | Albert Oost                    | Fok / Schans                                                      | Heerenveen                 | cortenstaal, hout                                                                      | Albert Oost, 2018              |
| 2019      | Walk of Fean                                                                 |                                | Beeldenroute                                                      | Heerenveen                 |                                                                                        |                                |
| 2019      | De Mienskip fan Nijskoat                                                     | Natasja Bennink                | Rotstergaastweg (oostzijde)                                       | Nieuweschoot               | brons op sokkels van hardsteen                                                         |                                |
| 2019      | De Mienskip fan Nijskoat                                                     | Natasja Bennink                | Rotstergaastweg (westzijde)                                       | Nieuweschoot               | brons op sokkels van hardsteen                                                         |                                |
| 2020      | De Mienskip fan Aldeboarn                                                    | Natasja Bennink                | Weaze bij Doelhôfbrug                                             | Oldeboorn                  | brons op sokkels van hardsteen                                                         |                                |
| 2024      | Paulus Folkertsma                                                            | Ben van der Geest              | Ald Swettebuorren                                                 | Oldeboorn                  | brons                                                                                  |                                |

Achtkarspelen ·
Ameland ·
Dantumadeel ·
De Friese Meren ·
Harlingen ·
Heerenveen ·
Leeuwarden ·
Noardeast-Fryslân ·
Ooststellingwerf ·
Opsterland ·
Schiermonnikoog ·
Súdwest-Fryslân ·
Smallingerland ·
Terschelling ·
Tietjerksteradeel ·
Vlieland ·
Waadhoeke ·
Weststellingwerf